# Yucatania
Yucatania is een geslacht van sponsdieren uit de klasse van de Demospongiae (gewone sponzen). 

## Soort
- Yucatania sphaeroidocladus (Hartman & Hubbard, 1999)